# Саблинский сельсовет
Саблинский сельсовет — упразднённое сельское поселение в Александровском районе Ставропольского края Российской Федерации.
Административный центр — село Саблинское.

## География
Находится в южной части Александровского района. Площадь сельсовета — 245,9 км².

## История
В марте 1932 года Саблинский сельсовет был передан из Георгиевского района в Александровский район.
Статус и границы сельского поселения установлены Законом Ставропольского края от 4 октября 2004 года № 88-КЗ «О наделении муниципальных образований Ставропольского края статусом городского, сельского поселения, городского округа, муниципального района».
С 16 марта 2020 года, в соответствии с Законом Ставропольского края от 31 января 2020 г. № 1-кз, все муниципальные образования Александровского муниципального района были преобразованы путём их объединения в единое муниципальное образование Александровский муниципальный округ.

## Население
| 1989  | 2002  | 2010  | 2011  | 2012  | 2013  | 2014  |
| ----- | ----- | ----- | ----- | ----- | ----- | ----- |
| 3598  | ↘3585 | ↘3498 | ↘3483 | ↘3469 | →3469 | ↘3420 |
| 2015  | 2016  | 2017  | 2018  | 2019  | 2020  |       |
| ↘3377 | ↘3314 | ↘3286 | ↘3230 | ↘3216 | ↘3195 |       |

Демография
В 2011 году родилось 52 человек, умерло — 49.
Национальный состав
По итогам переписи населения 2010 года проживали следующие национальности (национальности менее 1 %, см. в сноске к строке «Другие»):
| Национальность | Численность | Процент |
| -------------- | ----------- | ------- |
| Русские        | 3055        | 87,34   |
| Цыгане         | 141         | 4,03    |
| Армяне         | 75          | 2,14    |
| Чеченцы        | 39          | 1,11    |
| Другие         | 188         | 5,37    |
| Итого          | 3498        | 100,00  |

## Состав сельского поселения
| № | Населённый пункт | Тип населённого пункта       | Население |
| - | ---------------- | ---------------------------- | --------- |
| 1 | Всадник          | хутор                        | ↗524      |
| 2 | Саблинское       | село, административный центр | ↗2753     |

## Местное самоуправление

### Дума Саблинского сельсовета
Срок полномочий депутатов — 5 лет; дата избрания депутатов — 18 сентября 2016 года; количество депутатов — 9 чел.
Председатели Думы
- Нарыжный Николай Дмитриевич,
- Межняков Владимир Николаевич (на постоянной основе),
- Мясников Иван Сергеевич (на постоянной основе)[20].

### Администрация Саблинского сельсовета
Главы администрации
- с 13 марта 2011 года — Ильин Сергей Леонидович (срок полномочий — 5 лет),
- с 19 октября 2016 года — Нарыжная Галина Александровна (срок полномочий — 5 лет),
- с 30 октября 2019 года — Мясников Иван Сергеевич (срок полномочий — 5 лет)[20][21].

## Кладбища
На территории сельсовета расположены 2 общественных открытых кладбища общей площадью 55 000 м²